# Кнатс, Карл
Карл Кнатс (англ. Karl Knaths; 1891—1971) — американский художник-кубист.

## Биография
Родился 21 октября 1891 года в городе О-Клэр, штат Висконсин, в семье Отто Юлия Кнатса (Otto Julius Knaths) и Марии Терезы Кнатс (Maria Theresa Knaths). Отец имел немецкие корни и эмигрировал в Соединенные Штаты из Лейпцига в 1869 году.

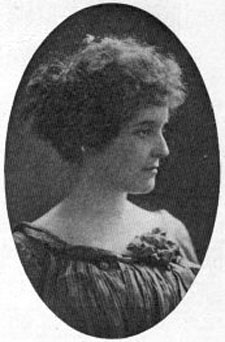
Зона Гейл

Вскоре после рождения Карла семья переехала в город Portage, штат Висконсин, где он провел детские годы. Когда Карл был подростком, умер его отец, и мальчик стал учеником дяди со стороны матери — Джорджа Дитриха (George Dietrich), который торговал выпечкой. В юном возрасте Карл начал делать первые наброски, но сказывалось отсутствие художественных навыков и времени для самообучения. В школе он познакомился с местной писательницей Зоной Гейл, которая поощряла его интерес к живописи. По окончании школы, в 1910 году, она представила Карла Дадли Уотсону (Dudley Crafts Watson) из Милуокского художественного института (ныне Художественный музей Милуоки). В течение следующего года Кнатс изучал искусство в этом институте, поддерживая себя разной работой. Вскоре Гейл познакомила его с Лаурой Шерри (Laura Sherry), директором литературного общества «Wisconsin Players». [18] Несмотря на молодость и неопытность Карла, Шерри взяла его в театр в качестве смотрителя и одного из декораторов. В 1911 году по совету Зоны Гейл и Дадли Уотсона Карл Кнатс начал учёбу в чикагской школе School of the Art Institute of Chicago, одновременно зарабатывая на жизнь помощником уборщика. В 1913 году он устроился охранником на Арсенальную выставку в Нью-Йорке. Здесь Кнатс впервые познакомился с европейским модернизмом.

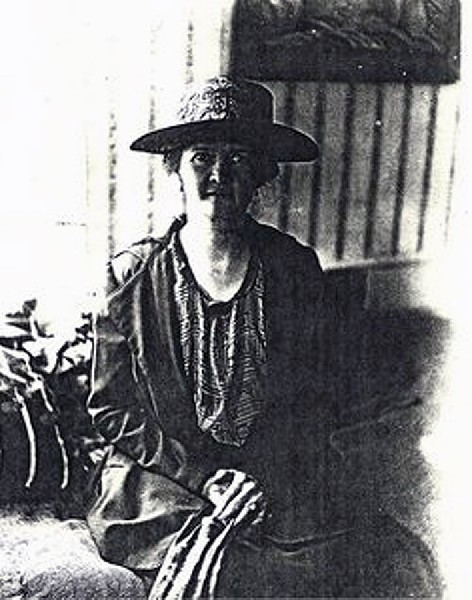
Агнес Вайнрих

В 1917 году Карл присоединился к «Wisconsin Players» в качестве художника-декоратора труппы во время её тура по театрам Восточного побережья США. Затем он был призван на военную службу и спустя два года короткое время изучал искусство в Нью-Йорке, затем в 1919 году переехал в Провинстаун, штат Массачусетс, который стал его резиденцией на всю оставшуюся жизнь. Вскоре после своего приезда он познакомился с двумя сёстрами — Хелен и Агнес Вайнрих из местной художественной колонии Provincetown Printers. Сестры, дочери немецких родителей-иммигрантов, выросли на ферме в штате Айова. После смерти отца они получили наследство, которое позволило им свободно жить и путешествовать самостоятельно, и они учились искусству в Германии и Франции. С 1914 года сестры начали проводить теплые месяцы года в Провинстауне, в Европе началась Первая мировая война. Агнес освоила в своей работе модернистские и особенно кубистские методы живописи. После их первой встречи Агнес помогала Карлу развивать свой личный стиль живописи и со временем у них сложились тесные творческие отношения. В 1922 году Карл Кнатс женился на Хелен Вайнрих и переехал в её дом, который сестры арендовали. Агнес оставалась членом семьи Кнатсов до конца своей жизни, детей у неё не было.
В 1920-х годах Карл изучал, а иногда и переводил с немецкого языка, публикации теоретиков искусства и художников, включая Карла Эйнштейна, Вильгельма Оствальда, Пита Мондриана, Василия Кандинского и Джея Хамбиджа. В эти годы он профессионально занялся живописью и его зрелый стиль проявился в начале 1930-х годов. Он говорил, что был особенно впечатлён идеями, представленными в работах Джино Северини.

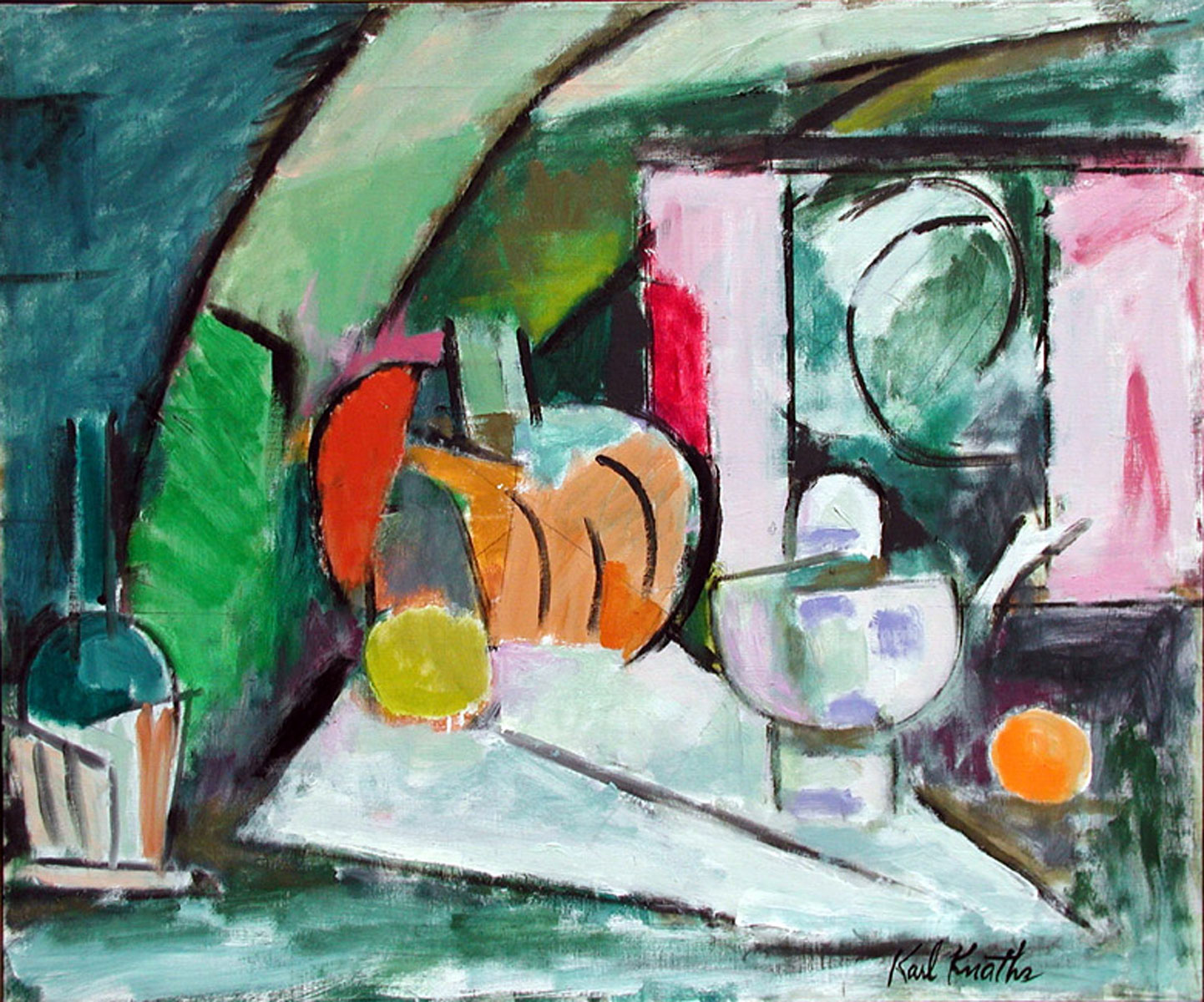
Картина Карла Кнатса «Pumpkin», 1964 год

В первые годы своего брака Карл, Хелен и Агнес жили на наследство сестер и на те небольшие деньги, которые Кнатсу приносила случайная работа и временные продажи картин. Иногда он посещал Нью-Йорк. В 1924 году Хелен и Агнес купили землю, на которой Карл построил дом и студию, используя материалы из близлежащих заброшенных зданий. Он признал, что ему необходимо установить связи с дилерами и галеристами, если он хочет найти покупателей для своих произведений. Поэтому вместе с Агнес они ездили в Нью-Йорк, Бостон и Вашингтон, чтобы выстроить эти отношения. В 1921 году он впервые выставлял свои картины в нью-йоркском Обществе независимых художников (Society of Independent Artists). В 1926 году работы Кнатса появились на выставке «Société Anonyme», проходившей в Бруклине, и в том же году коллекционер Дункан Филлипс купил его работу «Geranium in Night Window» 1922 года. Это оказалось первой из многих покупок Филлипса и началом долгой и взаимовыгодной дружбы между художником и арт-коллекционером. Затем прошла первая персональная выставка Карла Кнатса галерее Чарльза Даниэля в Нью-Йорке. После этого Даниэль стал первым арт-дилером Кнатса. В 1931 году Кнатс оставил Даниэля и после этого сотрудничал с Downtown Gallery и J.B. Neumann Gallery. В 1945 году он переехал в галерею Paul Rosenberg & Co., которая показывала его работы и продавала их до конца жизни художника.
В середине 1930-х годов он участвовал в качестве художника в Федеральном художественном проекте под эгидой Управления общественных работ США — писал фрески в почтовых офисах по программе United States post office murals. В частности, создал фреску «Frontier Mail» в почтовом отделении города Рехобот-Бич, штат Делавэр.
В 1950-х годах, когда приобрел популярность абстрактный экспрессионизм, работы Кнатса постепенно потеряли популярность. Со временем, по сравнению с абстрактными экспрессионистами, он начал казаться консервативным художником, а не новатором. Это не значит, что он перестал писать. Он продолжал работать, выставляться, быть продаваемым и получать почести.
Карл Кнатс некоторое время занимался педагогической деятельностью — между 1938 и 1950 годами читал лекции во время зимней сессии в художественной школе Phillips Gallery Art School;  С 1943 по 1945 год преподавал в Беннингтонском колледже, а также читал лекции в Black Mountain College в 1944 году и в  Skowhegan School of Painting в 1948 году. Среди его учеников была Дороти Фратт.
Умер 9 марта 1971 года в Провинстауне, штат Массачусетс. Был похоронен на кладбище Trinity Cemetery города Маунт Юнион, штат Айова. Его вдова продолжала жить в их доме и после смерти была похоронена рядом с мужем. У Карла Кнатса и его жены Хелен детей не было.
Карл Кнатс участвовал в десятках различных выставок. Ретроспективные выставки его работ проводятся по настоящее время. Его работы хранятся во многих американских музеях. Коллекция Phillips Collection в Вашингтоне имеет самое большое количество его произведений, в коллекции тридцать пять работ маслом, четыре акварели, четыре гравюры на дереве, три коллажа и одна литография.
Художник был удостоен многих наград, в числе которых приз Norman Wait Harris Prize Чикагского института искусств(1928), Золотая медаль выставки Boston Tercentenary Art Exhibition (1932), Первая премия Carnegie Institute International Exhibition (1946), премия Brandeis University Creative Arts Award (1961), приз Andrew Carnegie ежегодной выставки Национальной академии дизайна (1962), в 1963 и 1965 годах он дважды удостаивался Altman Prize Национальной академии дизайна. В 1951 году Кнатс получил почётную степень доктора изящных искусств Чикагского института искусств, в 1955 году стал членом Американской академии искусств и литературы.